# Tamyen
El tamyen (també pronunciat tamien, thamien) és una de les vuit llengües ohlone, parlades antigament pels tamyens al Nord de Califòrnia.
El tamyen (també anomenat costano Santa Clara) s'havia ampliat per a significar amerindis de la vall de Santa Clara, així com la llengua que parlaven. El tamyen és llistat com una de les llengües costano de la família utiana. Fou la llengua primera que parlaven els nadius en la primera i segona Missió de Santa Clara de Asís (ambdues fundades en 1777). Lingüísticament, es creu que el chochenyo, el tamyen i el ramaytush eren dialectes propers d'una sola llengua.